# Philipp von Boeselager
Philipp Freiherr von Boeselager (Heimerzheim, 6 settembre 1917 – Altenahr, 1º maggio 2008) è stato un militare tedesco,ufficiale di cavalleria dello Heer, coinvolto nel fallito attentato a Hitler del 20 luglio 1944.

## Biografia
Nato a Burg Heimerzheim (Bonn), Philipp von Boeselager è il quarto di otto figli di Freiherr Albert von Boeselager (1883-1956) e Freiin Maria-Theresia von Salis-Soglio (1890-1968).
Ufficiale della Wehrmacht a venticinque anni, assieme al fratello Georg, si unì all'Operazione Valchiria, un piano di cospirazione per l'assassinio di Adolf Hitler. Una volta realizzato l'attentato, il suo compito sarebbe stato quello di coordinare truppe di cavalleria stanziate sul fronte orientale e con esse raggiungere Berlino, con l'incarico di arrestare tutti gli altri capi nazisti. Giunto nei pressi di Berlino Boeselager fu informato del fallimento dell'impresa e riuscì miracolosamente a rientrare sulle linee del fronte orientale, senza che il suo nome venisse fuori tra le liste dei cospiratori.
Sulla facciata della sua casa di Kreuzberg è ancora incisa la frase latina Et si omnes, ego non, espressione proverbiale per indicare un dissenso individuale rispetto a poteri dispotici o ingiustizie invece approvate dalle masse e dall'opinione pubblica, come nel caso dell'autorità nazista in Germania negli anni della dittatura (questa espressione è rappresentata concretamente, anche se in modo diverso, da Sophie Scholl, fondatrice del movimento di resistenza anti-nazista non violenta La Rosa Bianca e dal comportamento di Clemens von Galen, vescovo di Münster, fiero avversario del nazismo).